# Ignié
 (février 2022).
La mise en forme du texte ne suit pas les recommandations de Wikipédia : il faut le « wikifier ».
Les points d'amélioration suivants sont les cas les plus fréquents. Le détail des points à revoir est peut-être précisé sur la page de discussion.
- Les titres sont pré-formatés par le logiciel. Ils ne sont ni en capitales, ni en gras.
- Le texte ne doit pas être écrit en capitales (les noms de famille non plus), ni en gras, ni en italique, ni en « petit »…
- Le gras n'est utilisé que pour surligner le titre de l'article dans l'introduction, une seule fois.
- L'italique est rarement utilisé : mots en langue étrangère, titres d'œuvres, noms de bateaux, etc.
- Les citations ne sont pas en italique mais en corps de texte normal. Elles sont entourées par des guillemets français : « et ».
- Les listes à puces sont à éviter, des paragraphes rédigés étant largement préférés. Les tableaux sont à réserver à la présentation de données structurées (résultats, etc.).
- Les appels de note de bas de page (petits chiffres en exposant, introduits par l'outil «  Source ») sont à placer entre la fin de phrase et le point final[comme ça].
- Les liens internes (vers d'autres articles de Wikipédia) sont à choisir avec parcimonie. Créez des liens vers des articles approfondissant le sujet. Les termes génériques sans rapport avec le sujet sont à éviter, ainsi que les répétitions de liens vers un même terme.
- Les liens externes sont à placer uniquement dans une section « Liens externes », à la fin de l'article. Ces liens sont à choisir avec parcimonie suivant les règles définies. Si un lien sert de source à l'article, son insertion dans le texte est à faire par les notes de bas de page.
- La présentation des références doit suivre les conventions bibliographiques. Il est recommandé d'utiliser les modèles {{Ouvrage}}, {{Chapitre}}, {{Article}}, {{Lien web}} et/ou {{Bibliographie}}. Le mode d'édition visuel peut mettre en forme automatiquement les références.
- Insérer une infobox (cadre d'informations à droite) n'est pas obligatoire pour parachever la mise en page.

Pour une aide détaillée, merci de consulter Aide:Wikification.
Si vous pensez que ces points ont été résolus, vous pouvez retirer ce bandeau et améliorer la mise en forme d'un autre article.
Ignié-centre (ex Pk Rouge ) est une localité du sud de la République du Congo, située dans le département du Pool aux environs de la capitale Brazzaville à plus de 45 kilomètres. Elle est le chef-lieu du Ignié District et de la communauté urbaine d'Ignié.
Ignié est aussi un lieu où sa majesté le roi MAKOKO prenait son repos après un long trajet de MBE, auquel il rejoint le 1er Vassal NGUELIONO qui provient de l’Est du village KOUOMI, et du Vassal NGALION, qui venait du village Boulankio à l’Ouest avant de MFULA. Ignié est un lieu sacré.
En 1950, le Canton NGAKIENE de Kintélé reçoit les instructions de sa majesté, Roi MAKOKO, d’ouvrir la Route Carrossable partant de Kintélé à Mbé, en mobilisant tous les hommes valides de chaque village. Après cette vaste opération, les touristes français commençaient à s’y installer vers les années 1960 et 1961 dans la zone Ignié pour leurs loisirs à cause de la beauté du climat et du chaleureux accueil des villageois. Ce qui les entraine à créer un campement. Après quelques années écoulées, le commandant BITAFOGO construit une case pour son repos. Ensuite, l’appellation du campement va dominer la zone par l’apparition des blancs à ce lieu. Et voila l’appellation du Campement qui prend de l’ampleur.
La même année 1961, une étude a été menée par les experts congolais pour examiner le sol de la contrée. Après expertises, le site a été retenu pour les essais du massif forestier. 
Le massif forestier format alors un véritable site touristique dans laquelle, la zone campement prend de plus en plus de l’ampleur, avec aussi la construction du camp de l’O.N.A.F (Office National des Forêts). 
De 1963 à 1966, Ignié est appelé PK 45. Cette dénomination vulgaire est la conséquence du fait de l’arrêt pendant longue distance du bitumage de la route de l’axe Nord. Le 22 février 1972, le président Marien Ngouabi après avoir réussi à échapper à un attentat à Pointe-Noire, fut transporté par un petit avion piloté par Monsieur BLASFERT de nationalité française et conscient du danger d’atterrir à l’aéroport de Brazzaville, décida de forcer l’atterrissage sur la partie bitumée du PK 45 au quartier Campement.
Celui-ci était accompagné des officiers : Jean Michel EBAKA, Dénis SASSOU NGUESSO, Louis Sylvain GOMA et Emmanuel NGOUELONDELE MONGO. Ils y seront accueillis par les miliciens qui y assuraient la garde et les conduisaient auprès du chef de la station Martin KINDZE.
Le village P.K 45 devient alors PK Rouge, en raison de l’atterrissage forcé réussi effectué par le président Marien NGOUABI et ses compagnons et de la volonté affichée par ses miliciens de sauvegarder le Commandant en chef malgré ce qui se passait à Brazzaville.
En guise de remerciement de l’accueil réservé à cette délégation, le gouvernement décida de construire Le CEG Pk Rouge d’Ignié autrefois appelé CEGP Pk Rouge, est un don du président Marien NGOUABI. Ayant échappé à un terrible attentat le 22 février 1972 à Pointe-Noire, il emprunta un petit avion qui atterrit au petit-village dénommé « campement ». Depuis ce jour, cette localité sera débaptisée « Pk Rouge ». Pour garder en mémoire cet événement, il fera construire au lieu où il avait atterri un établissement d’enseignement secondaire du premier degré.
Le plan du bâtiment d’un niveau a été conçu en mars 1974 par l’architecte Jacques GUIDOT. Construit entre juin 1981 et septembre 1983, il a été inauguré le 3 octobre 1983, et le premier directeur fut DIDI Thomas, professeur de CEG de 6ème échelon, qui exerça ses fonctions six ans durant (1983-1986).
| N° | NOMS ET PRENOMS                    | ANNEES           | DUREES |
| 1  | DIDI Thomas                        | 1983-1989        | 6 ans  |
| 2  | MAHOUNGOU René                     | 1989-1991        | 2 ans  |
| 3  | ADINGA Alphonse                    | 1991-1994        | 3 ans  |
| 4  | OSSAMOUNI Nicolas                  | 1994-1998        | 4 ans  |
| 5  | NGAPA Alphonse                     | 1998-2000        | 9 ans  |
| 6  | GAMBOU Jean                        | 2000-2002        | 4 ans  |
| 7  | KOUIVOT Jules Macaire              | 2002-2013        | 11ans  |
| 8  | LENDOT NGUINA Jonas                | 2013-2018        | 5 ans  |
| 9  | NGOLION Claude                     | 2018-2019        | 1 an   |
| 10 | MOKELEBA MOLEKA Xavier Isaac Cliff | 2019 à nos jours |        |

Après que le District de Ngamaba, le 30 octobre 1984 soit érigé en 7ème Arrondissement de la commune de Brazzaville
En 1985, Ignié a connu plusieurs transformations et devint successivement un Poste de Contrôle Administratif (P.C.A) et plus tard, un chef-lieu de District d’IGNIE. Il est administré respectivement par les Chefs de P.C.A ci-après :
- Dieudonné MASSENGO de 1984 à 1989 ;
- François YOA de 1989 à 1991 ;
- Albert MAHOUNGOU de 1991 à 1995 ;

En 1995, la loi 19-95 du 18 septembre 1995 érige le P.C.A  PK rouge en District d’IGNIE, reprenant ainsi son ancienne appellation.
Le District d’IGNIE va être administré respectivement par :
- OBOUSSIKI Daniel  de 1995 à 1998 ;
- NGUENKOU Omer de 1998 à 2001 ;
- NGOUAMBAMI Philippe  de 2001 à 2003 ;
- Colonel Abel NZALA de 2003 à 2009 ;
- NSIMBA BANZOUZI de 2009 à 2011;
- DZANGA  Ahmed de 2011 à 2020;
- BOUSSA ELLENGA de 2020 à 2022;
- TSONO Armand de 2022 à 2024 ;
- OKOMBO DJOUELE Antoine Gervais de 2024 à 2025 ;
- OBA Guy Paulin de 2025 à jours ;

La Communauté urbaine d’Ignié, ancien chef-lieu du district d’Ignié, a été créée par la loi 8-2005 du 23 mai 2005, portant érection de certains chefs-lieux de départements, de districts et de certaines localités en communautés urbaines. Elle a pour administrateur-maire Assitou Kamara Somi. Cette ville compte trois (3) actuel et sept (7) quartiers en devenir à savoir : Campement, Ndibou, Ngakouba, et les autres Moutou Pierre, Moungouo Simon, Mouthô et Impani.
*Population, A l’issue du recensement administratif annuel d'octobre 2024 des trois quartiers, la population locale de la communauté urbaine d’Ignié, est estimée à environ : 12.000 habitants, cf. le service d'état-civil et administratif.
*Superficie de 36,07 km2
| ADMINISTRATEURS MAIRES | ADMINISTRATEURS MAIRES      | ADMINISTRATEURS MAIRES | ADMINISTRATEURS MAIRES            |    | SECRETAIRES GENERAUX             | SECRETAIRES GENERAUX | SECRETAIRES GENERAUX                        |
| N°                     | NOMS ET PRENOMS             | ANNEES                 | DECRETS                           | N° | NOMS ET PRENOMS                  | ANNEES               | ARRETES                                     |
| 01                     | KIMBEMBE MALANDA Jacqueline | 2011 à 2020            | Décret n°2011/262 du 31 mars 2011 | 01 | AMOYO                            | 2011 à 2020          | Arrêté n°374 du 15 janvier 2011             |
| 02                     | KAMARA SOMI Assitou         | 2020 à nos jours       | Décret n°2020-125 du 08 mai 2020  | 02 | NKOUMBOU née BABINGUI Bernadette | 2014 à 2018          | Arrêté n°13873 du 30 août 2014              |
|                        |                             |                        |                                   | 03 | SAMA NABOUM Gaudine Hornella     | 2018 à nos jours     | Arrêté n°11410 /MID-CAB du 16 novembre 2018 |

cf. : Secrétariat Général de la communauté urbaine d'Ignié (Paul Bozzelle BIYOUDI, Attaché Politique, chef de service d'Etat civil ), e-mail : middl.dpcui@gmail.com 

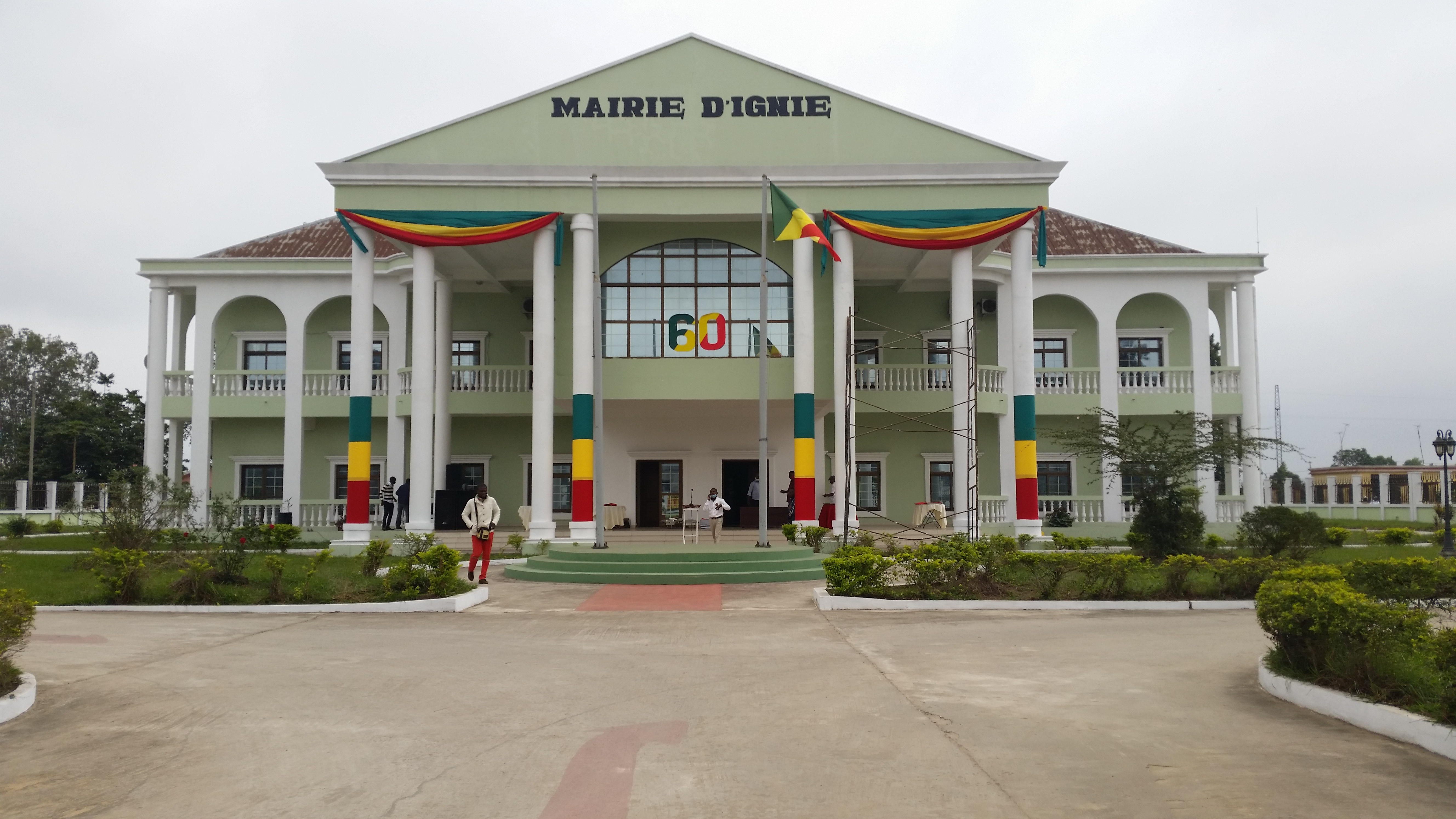
L'hôtel de ville d'Ignié, photo de Paul Bozzelle.